# Либенштайн
Либенштайн (нем. Liebenstein) — община в Германии, в земле Тюрингия. 
Входит в состав района Ильм. Подчиняется управлению Оберес Гераталь.  Население составляет 377 человек (на 31 декабря 2010 года). Занимает площадь 12,24 км².
Либенштайн впервые упоминается в грамоте 1303 года.

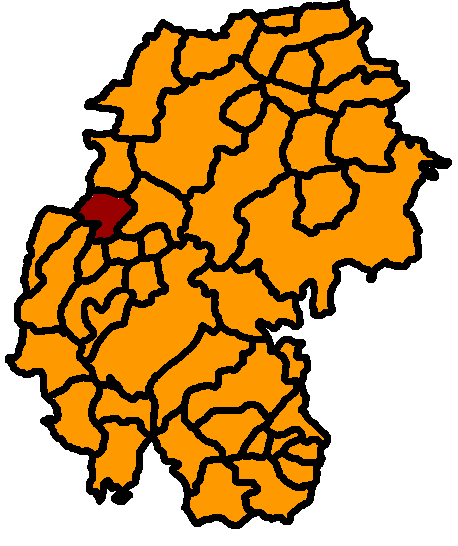
Либенштайн